# Ryt malabarski
Ryt malabarski, ryt syromalabarski – jeden ze wschodnich obrządków (rytów) sprawowania liturgii chrześcijańskiej.
Należy on, obok rytów: chaldejskiego i nestoriańskiego, do wschodnio-syryjskiej gałęzi liturgicznej. 
Używany jest w jednym z Katolickich Kościołach wschodnich – Syromalabarskim Kościele Katolickim.

## Anafory używane w rycie malabarskim
Jedną z ważniejszych anafor w liturgii nestoriańskiej była Anafora Addai i Mari, znana we wszystkich rytach wschodnio-syryjskich. 
Cechą charakterystyczną tej modlitwy eucharystycznej jest to, że w wersji oryginalnej nie zawiera ona opowiadania o ustanowieniu Eucharystii. Kapłani Kościołów wschodnich zjednoczonych z Rzymem dodają to opowiadanie do anafory, ale Stolica Apostolska uważa za ważną także konsekrację dokonaną bez tej wstawki.